# Човаць
Човаць (хорв. Čovac) — населений пункт у Хорватії, в Бродсько-Посавській жупанії у складі громади Окучани.

## Населення
Населення за даними перепису 2011 року становило 139 осіб.
Динаміка чисельності населення поселення:

## Клімат
Середня річна температура становить 11,34 °C, середня максимальна – 26,00 °C, а середня мінімальна – -5,82 °C. Середня річна кількість опадів – 922 мм.
| Клімат поселення                              | Клімат поселення | Клімат поселення | Клімат поселення | Клімат поселення | Клімат поселення | Клімат поселення | Клімат поселення | Клімат поселення | Клімат поселення | Клімат поселення | Клімат поселення | Клімат поселення | Клімат поселення |
| Показник                                      | Січ.             | Лют.             | Бер.             | Квіт.            | Трав.            | Черв.            | Лип.             | Серп.            | Вер.             | Жовт.            | Лист.            | Груд.            |                  |
| Середній максимум, °C                         | 7,20             | 9,20             | 13,56            | 18,15            | 22,88            | 26,00            | 25,32            | 24,57            | 20,85            | 15,80            | 10,22            | 6,04             |                  |
| Середня температура, °C                       | 0,69             | 2,70             | 7,05             | 11,62            | 16,36            | 19,51            | 21,22            | 20,45            | 16,73            | 11,68            | 6,09             | 1,92             |                  |
| Середній мінімум, °C                          | −5,82            | −3,8             | 0,54             | 5,11             | 9,84             | 12,98            | 17,10            | 16,33            | 12,61            | 7,57             | 1,99             | −2,2             |                  |
| Норма опадів, мм                              | 59               | 53               | 64               | 78               | 82               | 99               | 85               | 86               | 75               | 82               | 87               | 72               |                  |
| Середньомісячна швидкість вітру, м/с          | 1.60             | 1.83             | 2.20             | 2.10             | 1.92             | 1.80             | 1.75             | 1.60             | 1.60             | 1.60             | 1.60             | 1.67             |                  |
| Середньомісячна сонячна радіація, кДж/м²·день | 4357             | 7188             | 11006            | 15430            | 19713            | 21825            | 22877            | 20144            | 14972            | 9234             | 4913             | 3606             |                  |
| --------------------------------------------- | ---------------- | ---------------- | ---------------- | ---------------- | ---------------- | ---------------- | ---------------- | ---------------- | ---------------- | ---------------- | ---------------- | ---------------- | ---------------- |
| Джерело:                                      |                  |                  |                  |                  |                  |                  |                  |                  |                  |                  |                  |                  |                  |